# Campeonato Mundial de Atletismo de 2009 - 10000 m masculino
A prova dos 10000 metros masculino do Campeonato Mundial de Atletismo de 2009 ocorreu no dia 17 de agosto no Olympiastadion, em Berlim.

## Recordes
Antes desta competição, os recordes mundiais e do campeonato nesta prova eram os seguintes:
| Tipo                  | Atleta          | Tempo    | Local    | Data                 | Ref |
| --------------------- | --------------- | -------- | -------- | -------------------- | --- |
|                       | Kenenisa Bekele | 26:17.53 | Bruxelas | 26 de agosto de 2005 | ver |
| Recorde do campeonato | Kenenisa Bekele | 26:49.57 | Paris    | 24 de agosto de 2003 | ver |

## Medalhistas
| Ouro                  | Prata                 | Bronze                   |
| Kenenisa Bekele (ETH) | Zersenay Tadese (ERI) | Moses Ndiema Masai (KEN) |

## Resultados

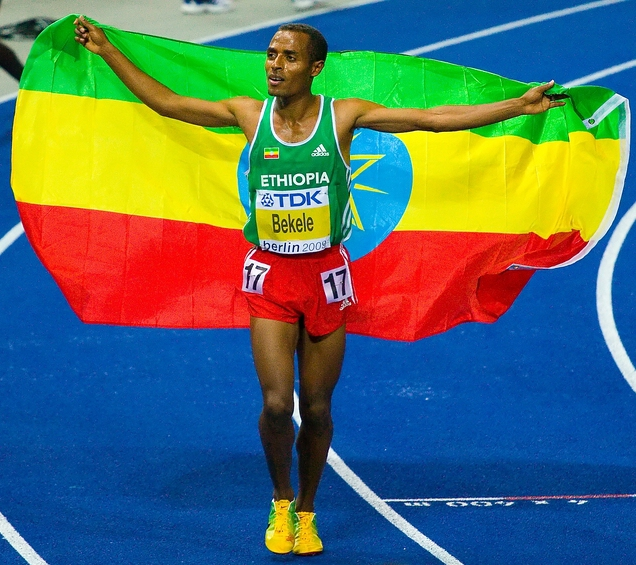
Kenenisa Bekele após sua vitória na prova.

Estes são os resultados da prova:
| Pos.              | Atleta                          | Tempo    | Notas                 |
| ----------------- | ------------------------------- | -------- | --------------------- |
| Medalha de ouro   | ETH Kenenisa Bekele             | 26:46.31 | Recorde do campeonato |
| Medalha de prata  | ERI Zersenay Tadese             | 26:50.12 | Recorde da temporada  |
| Medalha de bronze | KEN Moses Ndiema Masai          | 26:57.39 | Recorde da temporada  |
| 4                 | ETH Imane Merga                 | 27:15.94 | Recorde pessoal       |
| 5                 | KEN Bernard Kiprop Kipyego      | 27:18.47 | Recorde da temporada  |
| 6                 | USA Dathan Ritzenhein           | 27:22.28 | Recorde pessoal       |
| 7                 | KEN Micah Kipkemboi Kogo        | 27:26.33 | Recorde da temporada  |
| 8                 | USA Galen Rupp                  | 27:37.99 | Recorde da temporada  |
| 9                 | ERI Kidane Tadasse              | 27:41.50 | Recorde da temporada  |
| 10                | ETH Gebre-egziabher Gebremariam | 27:44.04 | Recorde da temporada  |
| 11                | QAT Ahmad Hassan Abdullah       | 27:45.03 | Recorde da temporada  |
| 12                | ERI Teklemariam Medhin          | 27:58.89 | Recorde da temporada  |
| 13                | TAN Fabiano Joseph Naasi        | 28:04.32 | Recorde da temporada  |
| 14                | MEX Juan Carlos Romero          | 28:09.78 | Recorde da temporada  |
| 15                | ESP Carles Castillejo           | 28:09.89 |                       |
| 16                | TAN Dickson Marwa Mkami         | 28:18.00 | Recorde da temporada  |
| 17                | USA Tim Nelson                  | 28:18.04 |                       |
| 18                | MEX Juan Luis Barrios           | 28:31.40 |                       |
| 19                | IND Surendra Kumar Singh        | 28:35.51 | Recorde da temporada  |
| 20                | RUS Anatoliy Rybakov            | 28:42.28 |                       |
| 21                | TAN Ezekiel Jafari              | 28:45.34 |                       |
| 22                | UGA Martin Toroitich            | 28:49.49 | Recorde da temporada  |
| 23                | POR Rui Pedro Silva             | 28:51.40 |                       |
| 24                | AUS David McNeill               | 29:18.59 | Recorde da temporada  |
| 25                | JPN Yuki Iwai                   | 29:24.12 |                       |
|                   | AUS Collis Birmingham           | DNF      |                       |
|                   | ESP Ayad Lamdassem              | DNF      |                       |
|                   | ESP Manuel Ángel Penas          | DNF      |                       |
|                   | ETH Abebe Dinkesa               | DNF      |                       |
|                   | QAT Nicholas Kemboi             | DNF      |                       |
|                   | IRL Martin Fagan                | DNS      |                       |

## Novos recordes
| Tipo                  | Atleta          | Tempo    | Local    | Data                 | Ref |
| --------------------- | --------------- | -------- | -------- | -------------------- | --- |
|                       | Kenenisa Bekele | 26:17.53 | Bruxelas | 26 de agosto de 2005 | ver |
| Recorde do campeonato | Kenenisa Bekele | 26:46.31 | Berlim   | 17 de agosto de 2009 | ver |

Legenda
| Recorde mundial       | Recorde mundial (World record)               |                       | Recorde africano                      | Recorde africano (African) |                                           | Q | Classificado por posição (Qualified) |
| Recorde do campeonato | Recorde do campeonato (Championship record)  | Recorde da América    | Recorde da América (Americas)         | q                          | Classificado por melhor tempo (Qualified) |   |                                      |
| Melhor marca do ano   | Melhor marca do ano (World leading)          | Recorde asiático      | Recorde asiático (Asian)              | DNS                        | Não largou (Did not start)                |   |                                      |
| Recorde nacional      | Recorde nacional (National record)           | Recorde europeu       | Recorde europeu (European)            | DNF                        | Não terminou (Did not finish)             |   |                                      |
| Recorde pessoal       | Recorde pessoal do atleta (Personal best)    | Recorde da Oceania    | Recorde da Oceania (Oceania)          | DSQ / DQ                   | Desclassificado (Disqualified)            |   |                                      |
| Recorde da temporada  | Recorde da temporada do atleta (Season best) | Recorde sul-americano | Recorde sul-americano (South America) | NM                         | Sem marca (No mark)                       |   |                                      |